# 御殿場インターチェンジ
御殿場インターチェンジ（ごてんばインターチェンジ）は、静岡県御殿場市に所在する東名高速道路のインターチェンジ (IC) である。
東名高速道路の最高地点である（標高454 m）。

## 道路
- E1 東名高速道路（7番）

## 歴史
- 1969年（昭和44年）
  - 3月31日：当IC - 富士IC間開通に合わせて名古屋方面開通
  - 5月26日：大井松田IC - 当IC間開通に合わせて東京方面開通（東京ICから名神高速道路西宮ICまで高速自動車国道で接続）
- 1984年（昭和59年）4月25日：御殿場東料金所（追加流入路）完成

## 出入口・料金所
- ブース数：16

東京方面からの利用が多いため、複数の出入口がある。

### 御殿場料金所（第一出入口）
- ブース数 : 8

静岡県道401号御殿場箱根線に接続。上下線とも利用可能。高速バスの御殿場バスストップ(BS)を併設している。

#### 入口
- ブース数 : 3
  - ETC専用 : 1
  - ETC/一般 : 1
  - 一般 : 1

#### 出口
- ブース数 : 5
  - ETC専用 : 2
  - 一般 : 3

### 御殿場東料金所（第二出入口）
- ブース数 : 8

国道138号に接続、東京方面専用の出入り口である。

#### 入口
- ブース数 : 3
  - ETC専用（時間帯によってはETC/一般）: 1
  - ETC/一般 : 1
  - 一般 : 1

#### 出口
- ブース数 : 5
  - ETC専用（時間帯によってはETC/一般）: 2
  - 一般 : 2
  - 一般（精算機）: 1

## 接続する道路
- 国道138号
- 静岡県道401号御殿場箱根線

## 周辺
インターチェンジから国道138号を南下し乙女峠を越えると10分ほどで箱根（仙石原地区）にアクセスできる
。特に中京圏や関西圏からの箱根へのアクセスには便利である。また、国道138号を北西方面に向かうと東富士五湖道路須走インターチェンジ経由または籠坂峠経由で30分ほどで山中湖へもアクセスできる。さらに、富士山（御殿場口、須走口、富士宮口）へのアクセスルートともなっている。

### 周辺施設
- 御殿場プレミアム・アウトレット
- JR東海御殿場線 御殿場駅 - 距離は約1.4 km、バスで約5分、徒歩で約15分。
- 道の駅すばしり
- 富士スピードウェイ
- 御殿場市立御殿場小学校
- 御殿場市立御殿場中学校
- 御殿場市立御殿場南小学校
- 御殿場市立南中学校

## 御殿場バスストップ

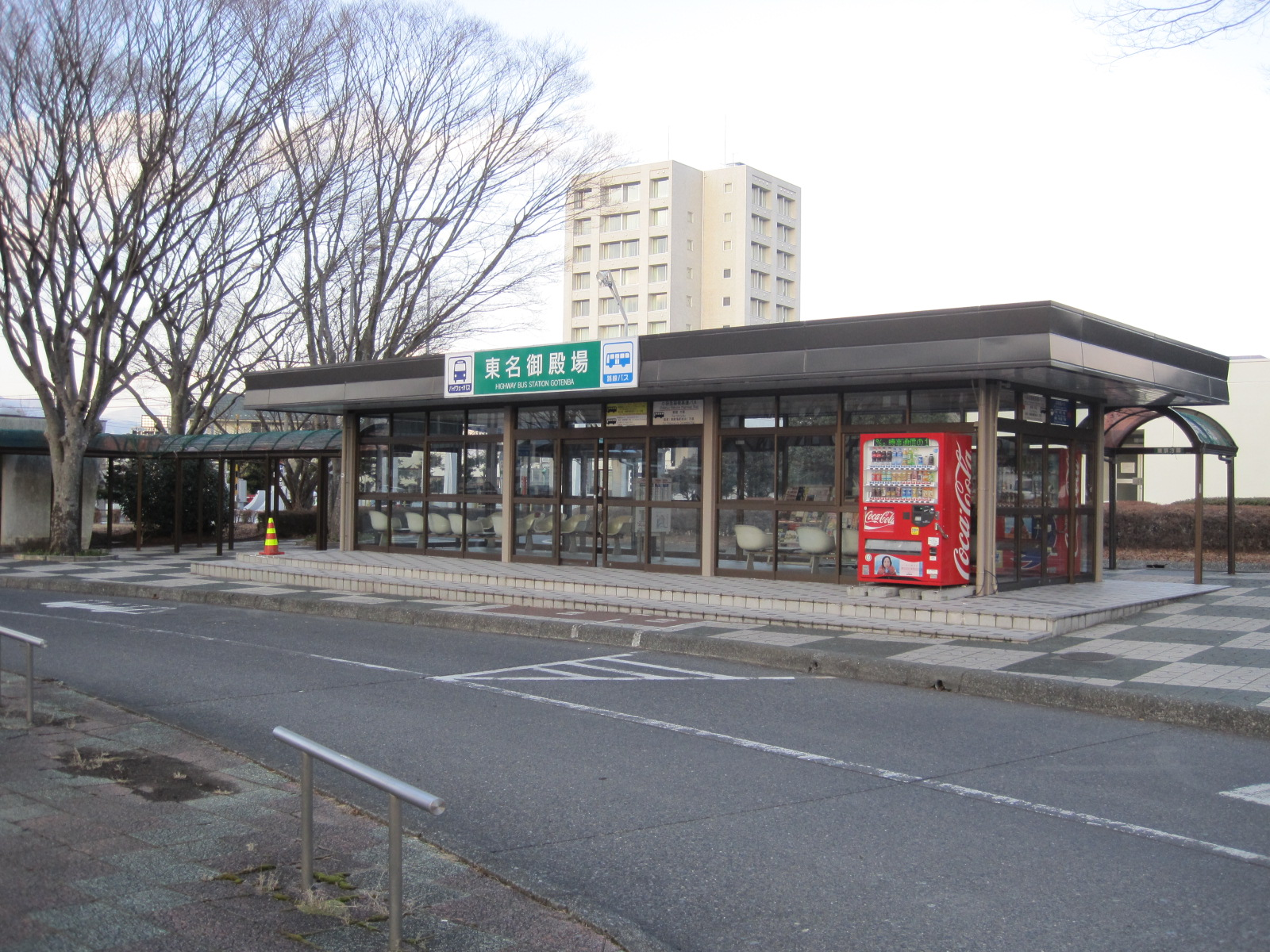
奥がIC内、手前がIC外

小田急ハイウェイバス御殿場営業所（撮影当時は小田急箱根高速バス・インター前案内所）

御殿場バスストップ（ごてんばバスストップ）は、御殿場ICの第一入口に併設されているバス停留所である。案内上の停留所名は東名御殿場（とうめいごてんば）、箱根地区のバス路線における停留所番号は「565」。IC内外の停留所が同一箇所に設置されており、高速バス - 路線バス・シャトルバス間の乗り換えの利便性が良い。
羽田線のみ県道向かい側にある、小田急ハイウェイバス御殿場営業所内（停留所名：御殿場インター前、停留所番号なし）に停車する。

### 停車する路線
インターチェンジ内に停車
- 東名ハイウェイバス（東京駅 - 静岡駅・浜松駅・名古屋駅）（JRバス関東・JR東海バス）
- 新富士・沼津・御殿場 - 成田空港線（富士急静岡バス・京成バス）
- 東海道昼特急号・グラン昼特急号（東京駅・バスタ新宿 - 京都駅・大阪駅・湊町BT）（JRバス関東・西日本JRバス）
- e-LineR 横浜線（山下公園前・横浜駅YCAT - 浜松駅）（遠州鉄道）
- 渋谷 - 藤枝・相良線（渋谷マークシティ・東名御殿場 - 藤枝駅南口・富士山静岡空港・相良営業所（東急トランセ・しずてつジャストライン）

インターチェンジ外に停車
- W 箱根線（バスタ新宿 - 東名御殿場 - 御殿場駅 - 乙女峠 - 箱根仙石 - 箱根桃源台 - 箱根園 - 箱根小田急山のホテル）（小田急ハイウェイバス）
- 箱根線（バスタ新宿 - 東名御殿場・御殿場プレミアム・アウトレット・ホテルクラッド・木の花の湯）（小田急ハイウェイバス）
- レイクライナー（横浜駅 - 河口湖駅）（フジエクスプレス・相鉄バス）
- G 御殿場線（御殿場駅 - 東名御殿場 - 乙女峠 - 仙石 - 強羅駅 - 小涌園 - 天悠）（箱根登山バス）
- J2 ぐりんぱ線（東名御殿場インター - 御殿場駅 - 板妻 - 富士サファリパーク - ぐりんぱ - イエティ）（富士急モビリティ）
- 御殿場プレミアム・アウトレットシャトルバス（無料）
- 御殿場高原時之栖シャトルバス（無料）

小田急ハイウェイバス御殿場営業所内（道路反対側）に停車（御殿場インター前バス停）
- V 羽田線（羽田空港・横浜駅 - 御殿場駅・箱根桃源台）（小田急ハイウェイバス・京浜急行バス）
- 御殿場線（御殿場インター前・御殿場駅・御殿場プレミアム・アウトレット - 矢川駅・立川駅・パレスホテル立川）（立川バス）

### 主な施設
- 公衆便所
- タクシー乗り場
- 駐車場
- 駐輪場
- 自動販売機
- 公衆電話

## 隣
E1 東名高速道路
(6) 大井松田IC - 鮎沢PA - (6-1) 足柄SA/SIC - (7) 御殿場IC - (7-1) 御殿場JCT - (7-2) 駒門PA/SIC - (7-3) 裾野IC